# バーネ
バーネ(ペルシア語: بانه, クルド語: بانە)とは、イランのコルデスターン州の都市であり、バーネ郡の郡中央市に定められている。東をサッゲズ、南をマリーヴァーン、西をサルダシュトと境界を接しており、イラクのクルディスタン地域からおよそ30kmの位置にある。2013年当時の人口は79,594人である。
住民の大部分はスンナ派のイスラム教徒であり、クルド語の方言であるソラニーを話す。

## 歴史
サファヴィー朝の時代に、バーネを支配するEḵtīār-al-Dīn家に高い地位が与えられた。バーネの支配者には広い裁量が認められ、サファヴィー朝とオスマン帝国の国境地帯であるホーイからケルマーンシャーまでの地域を防衛する責任が課せられていた。1747年にアフシャール朝のナーディル・シャーが暗殺された後、バーネはクルドのアルダラーン家の監督下に入り、Eḵtīār-al-Dīn家とアルダラーン家は婚姻関係を結んだ。
18世紀と19世紀に町を襲ったペストによって人口は激減した。
イラン・イラク戦争では空爆によって町の大部分が破壊され、住民の多くがイラクに避難した。